# Broken River (Neuseeland)
Der Broken River ist ein Fluss auf der Südinsel Neuseelands. Den Namen erhielt der Fluss entweder wegen seines wilden Wassers oder dafür, dass er zwischenzeitlich unterhalb der Erdoberfläche verläuft.

## Geographie
Der Fluss entspringt nördlich des 1874 m hohen Mount Wall in der Ostflanke der Craigieburn Range und fließt nach Südosten. Zwischen dem nördlichen Flock Hill und dem südlichen Castle Hill biegt er in östliche Fließrichtung ab und nimmt das Wasser des Porter River auf. Das Flusstal bildet bis zur Mündung in den Waimakariri River die nördliche Grenze der Torlesse Range.

## Infrastruktur
Westlich des Zuflusses des Porter River liegt die Ansiedlung Castle Hill Village. Durch diese führt vom Porters Pass im Süden kommend der New Zealand State Highway 73, überquert den Fluss und führt weiter zum Arthur’s Pass, einem Pass zur Querung der Neuseeländischen Alpen. Vom SH 73 abzweigend führt eine Straße bis in die Quellregion des Broken River, wo sich der  Broken River Ski Club befindet.